# Ляпченко, Александр Сергеевич
Александр Сергеевич Ляпченко (укр. Олександр Сергійович Ляпченко; 15 января 2001, Малево — 26 августа 2024, Табаевка) — украинский военнослужащий, младший сержант, участник российско-украинской войны. Герой Украины (2025, посмертно).

## Биография
Родился 15 января 2001 года в селе Малево, Ровненская область. В 2017—2019 годах обучался в Луцком высшем профессиональном училище.
С началом полномасштабного вторжения России в Украину присоединился к подразделению специального назначения Национальной гвардии Украины. Служил младшим сержантом в 1-й бригаде оперативного назначения «Буревий».
Участвовал в боевых действиях в Гостомеле, Буче, Бахмуте, Лисичанске, Лимане и Харькове.
Погиб 26 августа 2024 года в районе села Табаевка Харьковской области.

## Награды
- Звание «Герой Украины» с удостоением ордена «Золотая Звезда» (26 февраля 2025, посмертно) — за личное мужество и героизм, проявленные в защите государственного суверенитета и территориальной целостности Украины, верность военной присяге[3].